# Calathusa taphreuta
Calathusa taphreuta är en fjärilsart som beskrevs av Edward Meyrick 1902. Calathusa taphreuta ingår i släktet Calathusa och familjen trågspinnare. Inga underarter finns listade i Catalogue of Life.